# Hans Frey (Lautenbauer)
Hans Frey oder Hans Frei alias Hans Hartung, auch Hans III. und Hanns Frey oder Freyen genannt, sowie mutmaßlich auch Hans Fry (geboren 1450 in Nürnberg; gestorben 21. November 1523 ebenda) war ein deutscher Lautenbauer und Komponist, „berühmter Harfenschläger und Anfertiger von luftgetriebenen Tischbrunnen“. Der auch als Rotschmied tätige Frey war der Schwiegervater von Albrecht Dürer.

## Leben
Hans Frey war Sohn des Erhard Frey (gestorben 1461) und der „Gerhaus N.“ Er war „der letzte Abkömmling“ einer zwar nicht ratsfähigen, dennoch „ehrbar geachteten“ Kaufmannsfamilie, die in und um Nürnberg Liegenschaften besaß. Auf einem im fünften Band der Städtechroniken enthaltenen Nürnberger Stadtplan waren beispielsweise auf mehreren Seiten die Freyeschen Häuser am Markt verzeichnet, die Freys Onkel väterlicherseits, Sebald Frey, an Hanns Gartner und den Astronomen Bernhard Walther verkaufte.

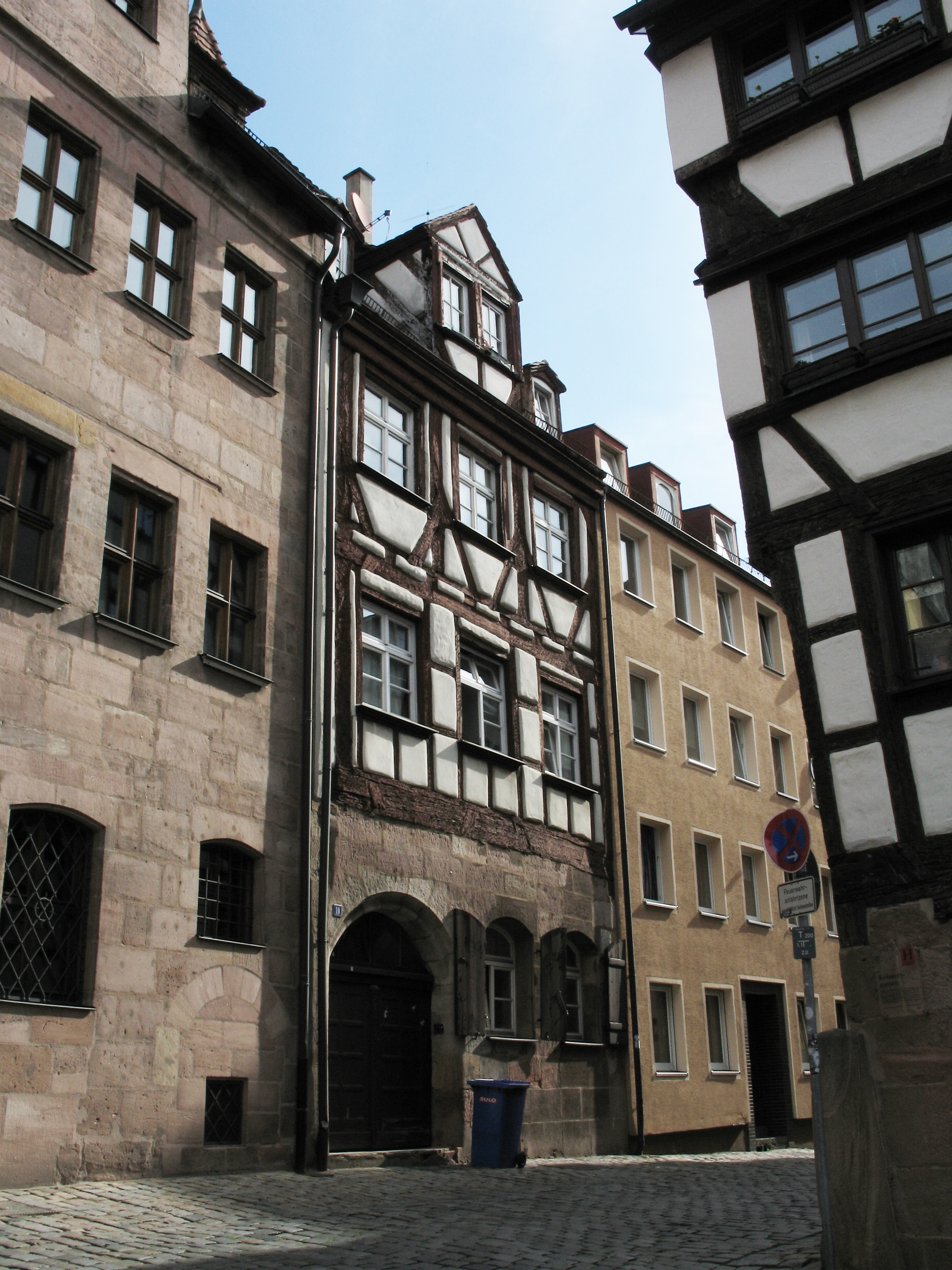
Freys ehemaliges Wohnhaus, heute Obere Krämersgasse 10

Hans Frey selbst war – spätestens durch seinen Beruf – ein „vermögender Kupferschmied und Mechaniker“ an seinem Wohnsitz im Nürnberger Haus Obere Krämersgasse 10 geworden.
Er besaß – ähnlich wie seine Nachbarn – „umfangreiche Beteiligungen an Silberbergwerken im Erzgebirge.“ Noch vor Ablegung seines Meister-Eides heiratete er 1472 Anna Rummel (gestorben 1521), beziehungsweise Anna Rumlin, Tochter des Kaufmanns Wilhelm Rummel (um 1410–1480) aus dem angesehenen Nürnberger Patriziergeschlecht der Rummels. Mütterlicherseits entstammte Freys Frau Anna dem alten Geschlecht „der Haller.“
Aus der Ehe gingen folgende Kinder hervor:
- Agnes Dürer (1475–1539);[1] durch deren Hochzeit, zu der Frey seiner Tochter 200 Gulden übertrug,[6] wurde Frey am 7. Juli 1494 Schwiegervater Dürers;[1]
- Katharina Zinner (nach 1475–circa 1547); heiratete den vermögenden Witwer Martin Zinner und erbte später das Haus ihrer Schwester Agnes;[1]

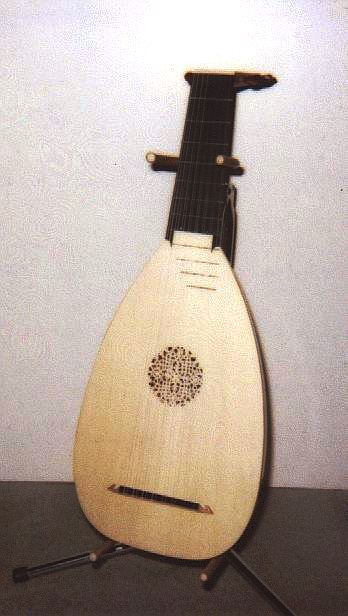
Nachbau einer 8-chörigen Laute im Stil der Renaissance von Hans Frei; Kunsthistorisches Museum, Wien

Der „offenbar vielseitig begabte“ und auch naturwissenschaftlich tätige Hans Frey verstand sich sowohl auf den Bau als auch auf das Spiel der Laute. Als versierter „Mechanicus“ konstruierte er beispielsweise „exklusive Tischbrunnen, deren Figürchen mittels pneumatischer Pumpen Wasser spien“. Freys tragbare Tisch- und Heronsbrunnen sowie mit Gebläse betriebene Wasserspiele waren aus Kupfer geformt und zeigten Bilder oder Männer oder Frauen, die innen hohl waren. Noch Mitte des 17. Jahrhunderts existierte einer dieser Tischbrunnen im Haus von Hans Ebner, „bei Herrn Hannsen Ebner.“
1475 erwarb Frey ein „Haus unter der Veste“, in der späteren Burgstraße, in dem möglicherweise seine frisch vermählte Tochter Agnes mit ihrem Gatten Albrecht Dürer zunächst wohnte.
Bis 1486 war Frey zudem als städtischer Honig- und Nussmesser in Nürnberg tätig.
Mehrfach auch beruflich in Rechtsstreitigkeiten verwickelt, wanderte er 1488 „sogar kurzzeitig ins Lochgefängnis, weil er dem Kannengießer Wernlein Weißbrot Hehlerware abgekauft hatte.“
Von 1494 bis 1501 wirkte Frey als Hauswirt beziehungsweise Hausvogt auf dem Nürnberger Rathaus. In diesem Zeitraum war er 1496 – im Jahr der Hochzeit seiner Tochter Agnes mit Dürer – zudem „Genannter des Größeren Rats.“
1507 wurde Frey „Reisiger im Nürnberger Kontingent für Kaiser Maximilians geplanten Romzug.“ Da fast zur selben Zeit im Jahr 1506 ein Lautenmacher namens Hans Fry beziehungsweise Hans Frey und dessen Ehefrau der Campo Santo-Bruderschaft beitraten, außerdem ein Hans Frey 1506 und 1507 in Rom und zuvor zusätzlich gegen Ende des 16. Jahrhunderts (1569 und 1597) ein gleichnamiger deutscher Lautenmacher aus dem Allgäu in Bologna war, wurde 2010 die These aufgestellt, dass die Namensträger ein und dieselben Lautenbauer sind. Gestützt wird die Vermutung durch die von Frey und dem in Bologna tätigen Lautenbauer Laux Maler erhaltenen, in Gestalt und Konstruktion sehr ähnlichen Lauten. Erhärtet wird die These eines identischen Lautenbauers dadurch, dass Freys Schwiegersohn Albrecht Dürer in den Jahren 1505 bis 1507 seine zweite Reise nach Venedig unternahm; die etwa zeitgleiche Italienreise der Verwandten könnten die beiden miteinander abgestimmt haben.
Ab 1515 verwaltete Frey den Bettelstock am Nürnberger Schuldturm.
Albrecht Dürer fertigte eine Zeichnung Freys auf dem Totenbett an. Hans Frey hinterließ unter anderem einen Bar-Nachlass von 455 Gulden oder Florentiner („f.“) sowie weitere 600 f., die als Kapital „auf der Losungsstube angelegt“ waren. Im Totenbuch der Kirche St. Sebald wurde Frey nicht als Lautenmacher (leutarius) bezeichnet, sondern als „citharicus“.
Der Nürnberger Schreib- und Rechenmeister Johann Neudörffer beschrieb in seinen [...] Nachrichten von Künstlern und Werkleuten daselbst aus dem Jahre 1547 Frey als den 30sten von 79 dargestellten handwerklich-künstlerischen Berühmtheiten der Stadt.

## Familiengruft

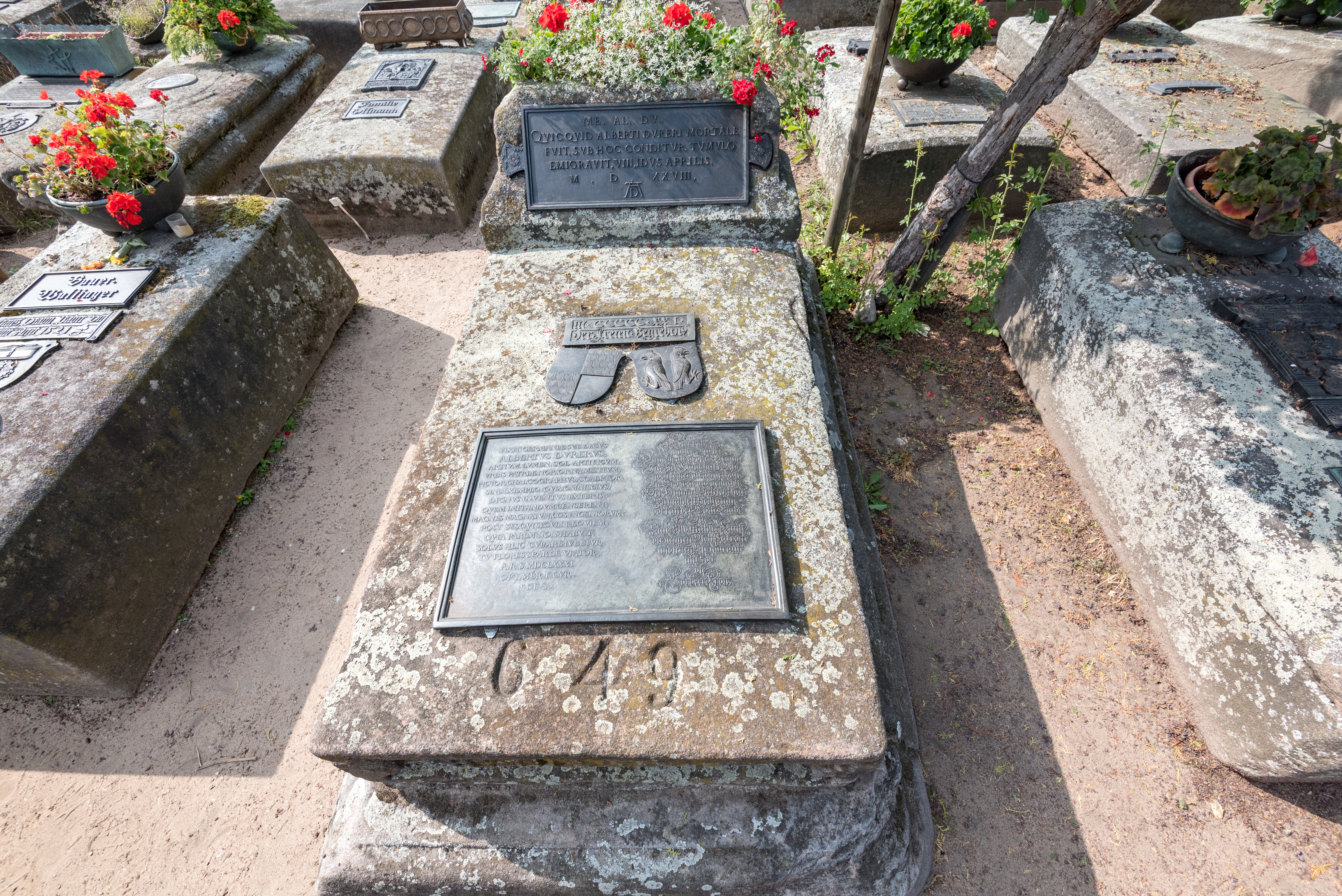
Familiengruft auf dem Nürnberger Johannisfriedhof mit zwei offensichtlich erneuerten Wappen der Geschlechter Rummel und „Frei“, darüber und darunter in lateinischer und deutscher Sprache Gedenktafeln für Albrecht Dürer; Aufnahme von 2017

In Freys Familiengruft auf dem Nürnberger Johannisfriedhof wurde unter anderem sein Schwiegersohn Albrecht Dürer beigesetzt. Das Grab mit der „nro. 649“ war mit einem Stein versehen, der die Wappen der Familien Frey und Rumlin zeigte: „Das Wappen auf dem Grabe Dürer's“ bestand auf zwei bronzenen Wappenschildern, wobei das eine Greifen für die Rummels zeigte, das andere die Feder für „die Frei“, jeweils in silbernem Feld. Über beiden war eine Tafel angebracht mit der lateinischen Zahl für das Jahr 1421 und in Minuskelschrift der Hinweis auf „Der Freien Begrebtns“. Darüber befand sich ein Rundmedaillon mit dem Allianzwappen; ein vierfach geteiltes Schild mit zwei leeren und zwei Feldern mit den Vogelfedern sowie einem Helmkleinod mit der in Minuskeln verfassten Umschrift „hans Frei“. Die seltene Grabansicht wurde von dem Architekturzeichner und Kupferstecher Georg Christoph Wilder in der ersten Hälfte des 19. Jahrhunderts als Druck vervielfältigt; ein Probedruck mit der handschriftlich durch den Künstler mit Tinte aufgetragenen Notiz „Probdruck am 26. Januar 1836“ gelangte in den Besitz des Germanischen Museums.

## Hans Frey in den Dürer-Katalogen
Hans Frey ist in den Dürer-Werkskatalogen Nummern „17–19, 688–92“ verzeichnet.

## Erhaltene Lauten
Das Kunsthistorische Museum in Wien und das Germanische Nationalmuseum verfügen über erhaltene Lauten Freys. Viele Renaissancelauten aus seiner Werkstatt wurden allerdings im 17. Jahrhundert aufgekauft und vor allem in Frankreich zu Barocklauten oder Theorben umgebaut.